# Quách Tương
Quách Tương (tiếng Trung: 郭襄, bính âm: Guō Xiāng) (trong bản dịch trước năm 1975, nàng có tên là Quách Tường) là nhân vật trong tiểu thuyết Thần điêu hiệp lữ của Kim Dung. Nàng cũng xuất hiện trong phần đầu của bộ truyện tiếp theo Ỷ Thiên Đồ Long Ký.
Quách Tương là tiểu nữ tử của cặp vợ chồng Quách Tĩnh, Hoàng Dung nhưng nàng kém chị mình - Quách Phù tới mười sáu tuổi. Quách Tương còn có một người em trai song sinh là Quách Phá Lỗ. Căn cứ theo bộ tiểu thuyết, nàng sinh ngày 24/10 năm 1244 (nàng kém Thần điêu hiệp lữ Dương Quá (1224 - ?) hai mươi tuổi. Cái tên Tương là do mẹ nàng, Hoàng Dung đặt cho theo tên tòa thành họ đang trấn giữ, Tương Dương. Khác với người chị mình, Quách Tương có rất nhiều điểm giống mẹ, thông minh, khôn ngoan, lanh lợi, bướng bỉnh và cũng rất si tình.

## Ngoại hình
Quách Tương dung mạo xinh đẹp. Dù không phải là nhân vật chính trong tác phẩm, Kim Dung hầu như cũng ít mô tả về dáng vẻ bề ngoài của nàng như nhiều nhân vật nữ khác. Nhưng chỉ qua lần gặp gỡ đầu tiên giữa nàng và ông ngoại là lão Đông Tà chủ đảo Đào Hoa, khi lão nhìn nàng và buồn rầu nói "giống quá giống quá" - ý nói nàng rất giống bà ngoại của mình, là người đã sinh ra "tiên nữ" Hoàng Dung, đủ cho thấy Quách Tương rất xinh đẹp.

## Tính cách
Bên cạnh ngoại hình xinh đẹp, thì tính cách của Quách Tương được Kim Dung mô tả như thể sinh ra để sánh đôi Dương Quá vậy. Quách Tương dù còn trẻ nhưng thông minh tài trí, hiểu đời lại có tinh thần trọng nghĩa nên có thể cùng Dương Quá vừa ngao du giang hồ vừa hành nghiệp trượng nghĩa.
Số phận của Quách Tương và Dương Quá đã có mối liên hệ từ khi Quách Tương vẫn còn nằm trong bụng mẹ. Sau đó hai người lại vô tình gặp nhau, từ khi Dương Quá còn chưa lộ danh tính, Quách Tương đã có thiện cảm với chàng.
Trong khi mọi người đều cho Dương Quá là quái hiệp cụt tay đáng sợ thì Quách Tương lại chỉ cảm thấy ngưỡng mộ và thấy đây là con người thú vị. Có lẽ sau thời gian hành tẩu cô độc trên giang hồ, Quách Tương là người đầu tiên khiến Dương Quá cảm thấy có mối liên hệ khác biệt.
Giữa Dương Quá và Quách Tương có nét đồng điệu, ăn ý và hợp chuyện đến kỳ lạ, khó tìm. Hai người, một nam, một nữ cách tuổi nhau đến 20 năm. Vậy mà cứ như hai người bạn đã tâm đầu hợp ý. Quách Tương biết cách làm Dương Quá vui, cười. Nàng dám cả gan xưng "muội" (em) với Dương Quá trong khi chỉ đáng tuổi con của chàng! Ngược lại Dương Quá rõ ràng rất thích nghe nàng nói chuyện, thích tranh luận với nàng... và rất có cảm tình với nàng.
Quách Tương là một nhân vật rất ấn tượng và được đo ni đóng giày cẩn thận nhưng sang phần sau lại hoàn toàn không có đất diễn, chỉ có ấn tượng mờ nhạt là người sáng lập phái Nga My.

## Tài năng
Quách Tương từng trải qua một cuộc tỷ thí thách đấu rất thú vị và hấp dẫn với Vô Sắc thiền sư. (Vô Sắc thiền sư thách nàng qua 10 chiêu sẽ nói rõ lai lịch, thân thế của nàng. Quách Tương bèn liên tục xử 10 chiêu thuộc 10 môn phái khác nhau, khiến Vô Sắc thiền sư vô cùng ngạc nhiên, khâm phục và không làm sao đoán biết được cô gái này thuộc môn phái nào).
Đặc biệt, trong khi tỷ thí với Vô Sắc thiền sư, Quách Tương vừa quá xinh đẹp mảnh mai, lại thân thủ phi phàm, võ công tuyệt mỹ, đã "trình diễn" những kiếm pháp không những cao siêu mà còn vô cùng uyển chuyển đẹp mắt - như Lạc Anh kiếm pháp do ông ngoại nàng là đảo chủ Đào Hoa Hoàng Dược Sư sáng tạo, hay Ngọc nữ kiếm pháp của môn phái Cổ Mộ - đều là dạng "nữ kiếm", đạt đến đỉnh cao của vẻ đẹp nghệ thuật. Cho nên Quách Tương khi ấy đích thị là một tiên nữ giáng trần. Quá đẹp, đến phiêu diêu. Ngay chính Vô Sắc đại sư, vốn là một nhà sư đã tu cao, trong tâm không phân biệt nam nữ, coi con chó con mèo cũng như con người - đều là sinh vật, vậy mà khi nhìn nàng xử chiêu ngọc nữ kiếm đã tắc lưỡi vì thấy quá đẹp. Lại quyết ý muốn được xem nàng xử lại một lần nữa! Thì hẳn nhiên chàng trai nhỏ tuổi Trương Quân Bảo, lúc này đã khoảng 17 tuổi, sẽ còn "mê mệt" đến mức nào!
Thực ra cũng cần nói luôn, là không chỉ riêng Trương Quân Bảo, mà có thể nói là bất kỳ đấng nam nhi anh hùng nào, nếu có dịp tiếp xúc với Quách Tương thì đều chắc chắn sẽ có tình cảm, yêu quý và ngưỡng mộ nàng. Đơn giản là vì Quách Tương không chỉ xinh đẹp tuyệt trần, mà phong cách anh hùng, hào sảng, tính tình bảy phần vô tư tốt bụng, lại có ba phần hài hước duyên dáng. Không chỉ có các bậc cao thủ võ lâm như Dương Quá, Côn luân tam thánh Hà Túc Đạo có cảm tình đặc biệt, mà ngay cả tác giả Kim Dung và chính độc giả cũng... còn mê.

## Thần điêu hiệp lữ
Quách Tương ra đời vào giữa lúc quân Mông Cổ đang tấn công thành Tương Dương, cha mẹ nàng đang trong tình thế rất nguy hiểm. Nàng được cặp tình nhân trẻ tuổi Dương Quá, Tiểu Long Nữ cứu sống, bao bọc, bảo vệ, được bú sữa báo để lớn lên. Trải qua nhiều lần sóng gió trong tay Lý Mạc Sầu, trong tòa Cổ Mộ, nàng mới chính thức quay về trong vòng tay của mẹ.
Mười sáu năm sau, nàng gặp Dương Quá, khi này đã trở thành Thần điêu đại hiệp nổi tiếng. Quách Tương nhanh chóng say mê chàng. Tuy nàng theo Dương Quá đi bắt Cửu Vĩ Hồ Ly, được Dương Quá chu đáo tổ chức sinh nhật, tặng ba món quà lớn, được chàng cứu khi bị Kim Luân Pháp Vương bắt, và nàng cũng là người khuyên chàng đừng tự vận; nhưng Dương Quá chỉ một lòng yêu Tiểu Long Nữ. Quách Tương tuy buồn vì mối tình đơn phương nhưng khác với tình yêu ích kỷ ngu xuẩn của chị mình - Quách Phù dành cho Dương Quá, trong lòng nàng thật tâm mong Dương Quá và Tiểu Long Nữ có thể trùng phùng sống hạnh phúc bên nhau.
Quách Tương tuy là 1 người ngây thơ xen lẫn cổ quái nhưng can đảm, rất hiểu chuyện. Trong 1 lần bị bắt, giặc đã cột nàng trên cao và ép Quách Tĩnh phải chọn lựa giữa nàng và thành. Quách Tĩnh tuy đau lòng nhưng trong lòng vẫn đặt dân lên hàng đầu mà quyết định chọn thành. Quách Tương nghe cha nói không những không oán trách mà còn gật đầu chấp nhận hy sinh để có thể cứu những người dân khác. Sau cùng may mắn nàng đã được Dương Quá và Tiểu Long Nữ kịp thời đến cứu giúp nên thoát nạn.

## Ỷ Thiên Đồ Long ký
Quách Tương chỉ xuất hiện trong những hồi đầu tiên của truyện. Lúc này là khoảng thời gian tiếp ngay sau sự kiện trong Thần điêu hiệp lữ khoảng hai, ba năm. Nàng một mình đi tìm vợ chồng Dương Quá, Tiểu Long Nữ nhưng không gặp. Quách Tương liền lên Thiếu Lâm hỏi Vô Sắc thiền sư, vốn là bạn thân của Thần Điêu đại hiệp Dương Quá. Cô được gặp Giác Viễn đại sư (xuất hiện cuối truyện Thần điêu đại hiệp) thấy ông bị xích liền hỏi vì sao. Giác Viễn chỉ chào mà không nói gì cả. Ban đầu Quách Tương không hiểu gì cả nhưng sau đó cô được đệ tử Giác Viễn là Trương Quân Bảo (về sau còn được biết đến với biệt danh Trương Tam Phong) kể cho. Thì ra Giác Viễn đại sư bị phạt vì đã làm mất Cửu dương chân kinh (sự việc này đã diễn ra ở cuối truyện Thần Điêu). Quách Tương thấy bất bình bèn lên chùa Thiếu Lâm làm loạn lên. Trong lúc nàng giao đấu với cao thủ tăng nhân thì từ đâu xuất hiện một cao thủ võ công cực kỳ lợi hại có hiệu là "Côn Luân Tam Thánh" tên là Hà Túc Đạo tới quấy rối Thiếu Lâm. May có Giác Viễn đại sư và Quân Bảo đánh thắng Hà Túc Đạo, cứu thể diện cho Thiếu Lâm Tự. Nhưng phương trượng Thiếu Lâm lại muốn lôi Trương Quân Bảo ra trừng phạt vì Quân Bảo học võ công Thiếu Lâm mà chưa xin phép của các cao tăng. Giác Viễn đại sư vốn hết mực yêu thương Quân Bảo, thấy rằng nếu Quân Bảo mà bị bắt vào Giới Luật Viện của Thiếu Lâm thì sẽ nguy hiểm tới tính mạng nên ông đã đặt Quân Bảo và Quách Tương vào hai thùng nước rỗng rồi chạy khỏi chùa. Thoát khỏi sự truy đuổi của tăng nhân Thiếu Lâm, ông chạy xuống dưới chân núi nhưng sức cùng lực kiệt. Trước khi viên tịch, ông đã đọc lại toàn bộ võ công của mình cho Quách Tương và Quân Bảo nghe nên nàng đã có duyên học được một phần Cửu Dương chân kinh.
Khi thành Tương Dương thất thủ, cha mẹ, chị gái và em trai nàng tử tiết, lúc đó nàng đang ở Tứ Xuyên và vội vàng quay trở về nhưng không kịp, nên nàng là người duy nhất còn sống sót của Quách gia. Sau cùng vì không tìm được Dương Quá nên Quách Tương đã bỏ đi tu trên núi Nga My, trở thành tổ sư sáng lập của phái Nga My. Nàng cũng là chủ sở hữu đầu tiên của Ỷ Thiên kiếm.

## Điện ảnh
Huỳnh Mạn Ngưng (1983), Ứng Hiểu Vy (1984), Lý Ỷ Hồng (1995), Dương Mịch (2006), Trương Tuyết Nghênh (2014), Văn Kỳ (2019)